# Бедевля (зупинний пункт)
Беде́вля — пасажирський залізничний зупинний пункт Ужгородської дирекції Львівської залізниці.
Розташований у селі Бедевля, Тячівський район Закарпатської області на лінії Батьово — Солотвино І між станціями Тячів (7 км) та Тересва (3 км).
Станом на серпень 2019 року щодня три пари дизель-потягів прямують за напрямком Батьово/Дяково — Солотвино I.